# Draeculacephala californica
Draeculacephala californica är en insektsart som beskrevs av Davidson et Frazier 1949. Draeculacephala californica ingår i släktet Draeculacephala och familjen dvärgstritar. Inga underarter finns listade i Catalogue of Life.